# Louis-Joseph Papineau
Louis-Joseph Papineau (Montréal, 7 ottobre 1786 – Montebello, 25 settembre 1871) è stato un politico canadese.

## Biografia
Nel 1808 fu eletto deputato dell'Assemblea provinciale del Basso Canada e tra il 1825 e il 1839 ne fu presidente.
Contrario al progetto di unione del Basso con l'Alto Canada, nel 1834 presentò all'Assemblea le cosiddette "92 Risoluzioni", sorta di carta programmatica del nazionalismo franco-canadese: si chiedeva l'istituzione di un sistema rappresentativo fondato sulla sovranità popolare, la limitazione dei poteri dei consigli provinciali e del governatore e la fine del predominio economico della minoranza inglese.
Il governatore, lord Archibald Acheson, respinse le richieste: il suo rifiuto provocò la rivolta del 1837, animata proprio da Papineau. A causa del fallimento dei moti, Papineau fu costretto a rifugiarsi prima negli Stati Uniti e poi in Francia.
Papineau fece ritorno in Canada nel 1847 e l'anno successivo venne nuovamente eletto deputato: avendo perso il favore popolare, nel 1854 preferì ritirarsi a vita privata.